# Praça Ban Jelačić
A Praça Ban Jelačić (Trg Bana Jelačića) é a praça central de Zagreb, capital da Croácia. O seu nome é uma homenagem ao Ban Josip Jelačić (1801-1859), herói nacional da Croácia. 
A praça fica situada na cidade alta (Gornji Grad), a sul do mercado Dolac na interseção das ruas Ilica a oeste, Radićeva a noroeste, Jurišićeva a leste, e Gajeva e Praška a sul. É o centro da zona pedonal de Zagreb.
A estátua equestre no centro da praça estava antigamente virada a norte, contra os invasores húngaros. essa estátua foi removida durante o período da II República Jugoslava, mas em 1991 foi reposta, desta vez virada para sul.

## Galeria

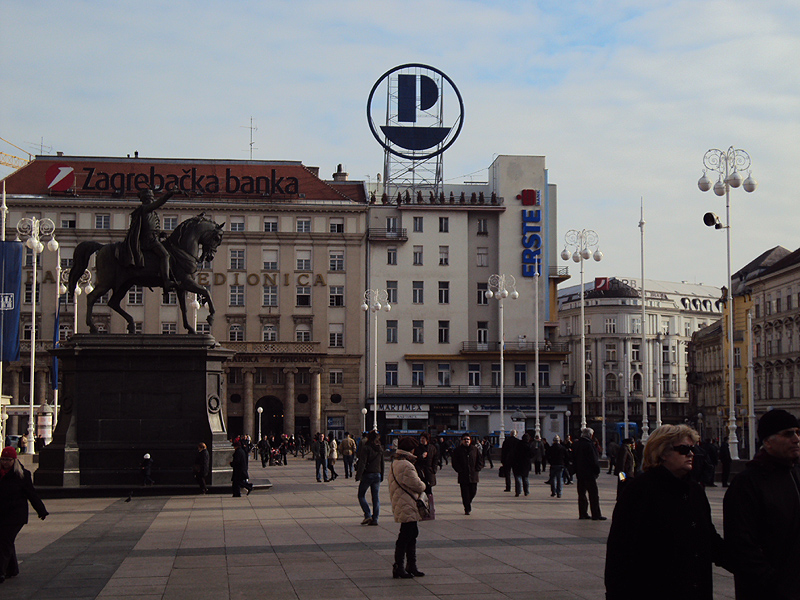
Parte oriental da praça Ban Jelačić
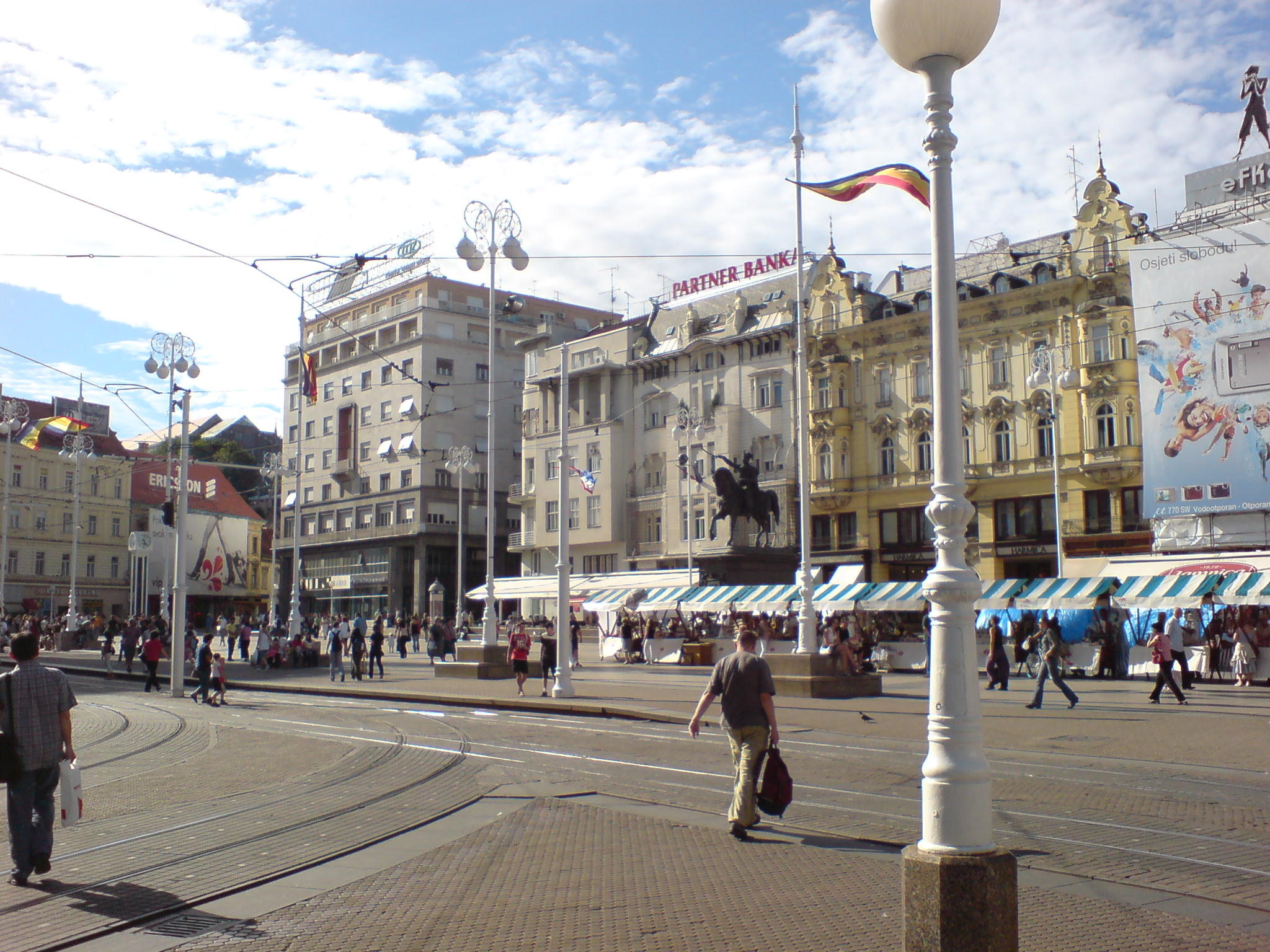
Praça Jelačić
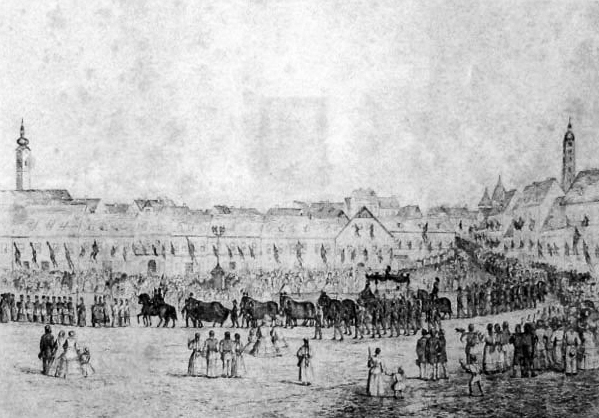
Funeral de Jelačić na praça, em 1859
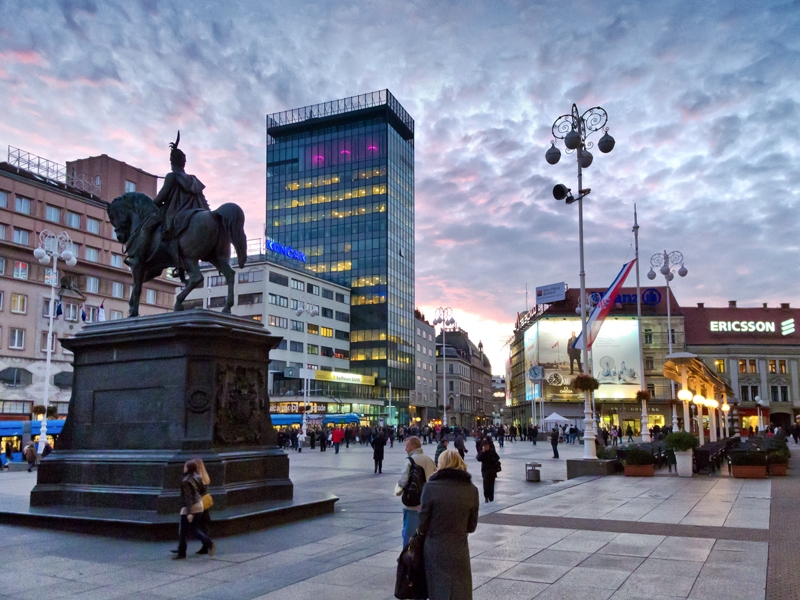
A praça em 2012
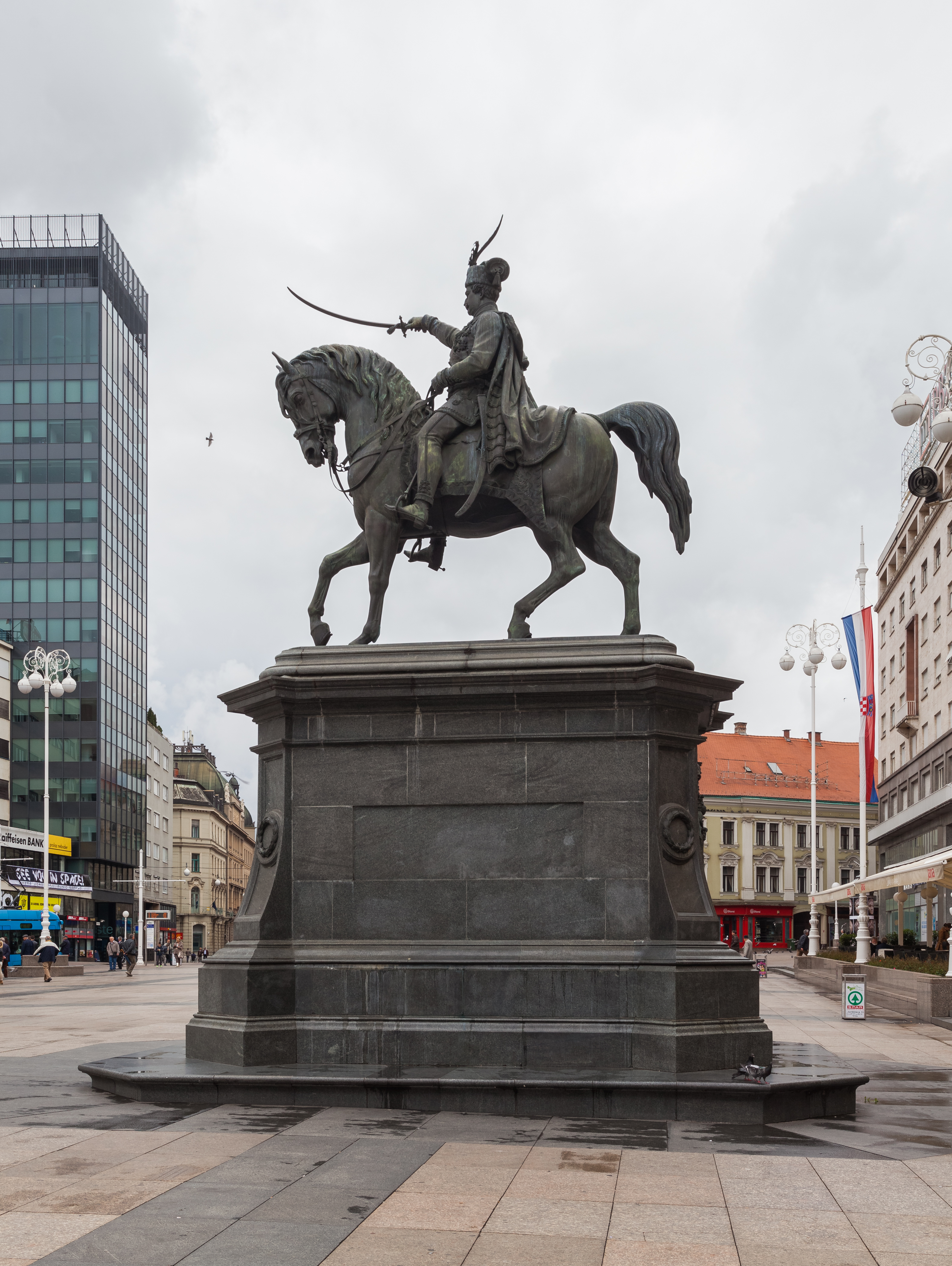
Estátua de Ban Jelačić